# Armando De Razza
Armando De Razza, seudónimo de Maurizio De Razza (Roma, 24 de mayo de 1955), es un actor y cantante italiano, conocido en España por haber participado en películas como ¡Ay Carmela! de Carlos Saura o El día de la bestia de Álex de la Iglesia.
Como actor, a veces se le acredita con su nombre real.

## Carrera
Proveniente de la escena teatral, inició su carrera televisiva en 1989, dentro del programa de televisión International DOC Club de Renzo Arbore, donde interpretaba dos personajes: un cantante estilo Julio Iglesias, llamado Escobar que fingía ser español, y a un melancólico cantautor francés, Maurice Camembert. El éxito alcanzado sobre todo por el primer personaje lleva a la publicación de un sencillo que se convirtió en su tema «estrella», titulado Esperanza d'escobar (escrito por el propio De Razza, Renzo Arbore y Massimo Ghini ). 
El disco logra cierto éxito comercial, llegando hasta la cuadragésima sexta posición de los discos más vendidos en Italia La pieza se incluye en un LP con el mismo título y que contiene otras piezas propuestas durante la emisión televisiva (como Dolores de Panza o Amalia de Lana ) y permite al cantante participar en el Festival de Sanremo en la categoría de «nuevas propuestas». Armando De Razza participa en el cuadragésimo festival de la canción italiana con La lambada strofinera, escrita, como la anterior, en un ficticio español por Renzo Arbore y el propio De Razza.
La canción no gana, pero consigue el puesto vigésimo cuarto de los sencillos más vendidos, siendo incluida en un LP que contiene diez canciones, y titulado Taco y Punta. El cantante realiza más de quinientos conciertos por toda Italia. No obstante, De Razza dejó de lado su carrera musical para dedicarse a tiempo completo a la actuación. Su primer papel importante en una película fue Il grande cocomero (La gran sandía) de 1993, dirigida por Francesca Archibugi. Entre sus otras películas destacan entre otras: El Día de la Bestia ( 1995 ), Il siero della vanittà ( 2004 ), Hannover ( 2003 ), A Luci Spenti ( 2004 ), Olé ( 2006 ), Il senso della farfalla ( 2009 ), La vita è una cosa meravigliosa ( 2010 ).

## Discografía

### Álbumes
- 1989 - Esperanza d'escobar
- 1990 - Taco y Punta

### Como solista
- 1989 - Esperanza d'escobar / Tanf de merde (CGD 10821)
- 1990 - La lambada strofinera / Tango pizziquero (PDN 45026)

## Filmografía

### Cine
- E noi non faremo Karakiri, dirigida por Francesco Longo (1981)
- La salle de bain, dirigida por John Lvoff (1989)
- ¡Ay, Carmela!, dirigida por Carlos Saura (1990)
- Nessuno me crede, dirigida por Anna Carlucci (1992)
- Il grande cocomero, dirigida por Francesca Archibugi (1993)
- El día de la bestia, dirigida por Álex de la Iglesia (1995)
- Un inverno freddo freddo, dirigida por Roberto Cimpanelli (1996)
- Stressati, dirigida por Mauro Cappelloni (1997)
- Gli inaffidabili, dirigida por Jerri Calà (1997)
- Barbara, dirigida por Angelo Orlando (1998)
- La vespa e la regina, dirigida por Antonello De Leo (1999)
- L'ultimo mundial, dirigida por Antonella Ponziani y Tonino Zangardi (1999)
- Giorni dispari, dirigida por Dominick Tambasco (2000)
- Buñuel y la mesa del rey Salomón, dirigida por Carlos Saura (2001)
- Quartetto, dirigido por Salvatore Piscicelli (2001)
- Operazione Rosmarino, dirigida por Alessandra Populin (2002)
- Hannover, dirigida por Ferdinando Vicentini Organni (2003)
- A luci spenti, dirigida por Maurizio Ponzi (2004)
- Il Monastero, dirigida por Antonio Bonifacio (2004)
- Olé, dirigida por Carlo Vanzina (2006)
- K. Il bandito, dirigida por Martin Donovan (2008)
- Butterfly Zone - Il senso della farfalla, dirigida por Luciano Capponi (2009)
- La vita è una cosa meravigliosa, dirigida por Carlo Vanzina (2010)
- Maschi contra femmine, dirigida por Fausto Brizzi (2010)
- Femmine contra maschi, dirigida por Fausto Brizzi (2011)
- Colpi di fulmine, dirigida por Neri Parenti (2012)
- Benvenutto presidente! ( 2013 )
- Pasolini, la verità nacosta, dirigida por Federico Bruno (2013)
- Scusate se esisto!, dirigida por Riccardo Milani (2014)
- Ambo, dirigida por Pierluigi Di Lallo (2014)
- Come saltano i pesci , dirigida por Alessandro Valori (2016)
- Tiro libero, dirigida por Alessandro Valori (2017)
- Natale da chef, dirigida por Neri Parenti (2017)
- Dolceroma, dirigida por Fabio Resinaro (2019)
- Veneciafrenia, dirigida por Álex de la Iglesia (2021)

### Televisión
- Amicco mio, dirigida por Paolo Poeti - serie de TV, 1 episodio (1993)
- Cornetti al miele, dirigida por Sergio Martino - película para televisión (1999)
- Diritto di difesa - miniserie de TV, 10 episodios (2004)
- Il giudice Mastrangelo - serie de TV, 4 episodios (2005-2006)
- Questa è la mia terra - serie de TV (2006)
- La freccia nera - miniserie de TV (2006)
- Agata e Ulisse, dirigida por Maurizio Nichetti - película para televisión (2010)
- Volare - La grande storia di Domenico Modugno - película para televisión (2013)
- El comisario Rex - serie de TV, 1 episodio (2015)
- Gli orologi del diavolo, dirigida por Alessandro Angelini - Miniserie de TV, episodio 1x01 (2020)
- A casa tutti bene - La serie, dirigida por Gabriele Muccino – serie de TV, 5 episodios (2021-2022)
- Il grande gioco, dirigida por Fabio Resinaro y Nico Marzano – serie de TV, 3 episodios (2022)